# The Verge
The Verge ist ein amerikanisches Technikportal und Mediennetzwerk. Das Unternehmen ist ein Tochterunternehmen von Vox Media mit Sitz in Manhattan, New York. Veröffentlicht werden Nachrichtenmeldungen, Leitartikel, Produktrezensionen, Podcasts und Videos auf einem eigenen YouTube-Kanal.
Die Seite wird mit Vox Medias proprietärer Publishing-Plattform Chorus betrieben. Finanziert wird The Verge durch Werbeeinnahmen und Sponsoren. An der Spitze stehen der Chefredakteur Nilay Patel und der Geschäftsführer von Vox Media Jim Bankoff, nachdem der frühere Executive Editor Dieter Bohn das Portal im Jahr 2022 verließ. Die Seite ist seit dem 1. November 2011 aktiv.

## Geschichte

### Abspaltung von Engadget
2011 übernahm der Besitzer des Technologieblogs Engadget AOL mit TechCrunch ein weiteres Technikportal. Dies führte zu Konflikten zwischen Engadgets Chefredakteur Joshua Topolsky und TechCrunch-Gründer Michael Arrington. Ebenfalls 2011 wurde in der Presse ein internes, den Engadget-Mitarbeitern bis dahin unbekanntes Dokument bekannt, demzufolge von nun an Seitenaufrufe wichtiger als die Qualität der veröffentlichten Inhalte seien. Deshalb verließen zwischen bis April 2011 Joshua Topolsky, Nilay Patel, Joanna Stern und sechs weitere Autoren und Redakteure Engadget, um ein neues Technikportal zu gründen.

### Gründung von This is my Next

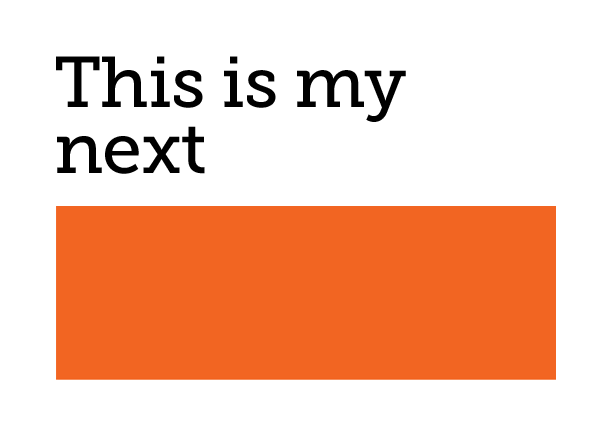
Logo von This is my Next

Anfang April gab Topolsky eine Partnerschaft zwischen der Sportwebsite SB Nation und dem neuen, noch unbenannten Projekt bekannt. Ziel war die Gründung bis Herbst 2011. Bei SB Nation sah Topolsky ähnliche Interessen in Hinblick auf die Zukunft des Verlagswesens und wollte dessen Desktop-Publishing-Software nutzen.
In der Zeit bis zur Portalgründung moderierten Topolsky und Patel mit Paul Miller einen Podcast unter Namen This Is My Next und führten so den ursprünglichen Engadget-Podcast in gleicher Zusammensetzung fort. Unter demselben Namen wurde zudem ein Internetauftritt eingerichtet, der durch das Time-Magazine zu einem der besten Blogs des Jahres 2011 ausgezeichnet wurde.

### Offizieller Start

Bild- und Wortmarke von The Verge bis Oktober 2016

The Verge wurde am 1. November 2011 veröffentlicht. Zugleich wurde die Übernahme durch Vox Media bekannt.
2013 gewann The Verge fünf Webby Awards, in den Kategorien Best Writing (Editorial), Best Podcast (für The Vergecast), Best Visual Design, Best Consumer Electronics Site und Best Mobile News App.
Ende März 2014 wechselte Nilay Patel The Verge zur Schwesterseite Vox und wurde dort Chefredakteur (managing editor); zuvor soll es zu Spannungen zwischen Patel und Topolsky gekommen sein. Am 4. August 2014 verließ Joshua Topolsky The Verge und ging zu Bloomberg. Im Zuge dessen kehrte Nilay Patel zurück und wurde Chefredakteur von The Verge, Dieter Bohn wurde zum Executive Editor.
Am 25. April 2015 gab Chefredakteur Nilay Patel den Start des Blogs Circuit Breaker bekannt, der sich auf Gadgets konzentriert. Artikel und Videos werden vor allem auf Facebook, aber auch auf anderen sozialen Netzwerken wie Instagram und einer Unterseite von The Verge selbst veröffentlicht.
Im Zuge der Übernahme des Technologieblogs Recode, der durch Walter Mossberg und Kara Swisher gegründet wurde, durch Vox Media Ende Mai 2015 stießen einige namhafte Journalisten zu The Verge, darunter Gründer Mossberg selbst und Lauren Goode. Mossberg arbeitete in der Folge bis zu seiner Pensionierung im Juni 2017 als weiterer Executive Editor in der Leitung mit, Lauren Goode wurde leitende Redakteurin (Senior Editor). Weil Recode in San Francisco niedergelassen war, eröffnete The Verge dort zusätzliche Büros.

Wortmarke bis September 2022

Zum fünften Jahrestag des offiziellen Starts wurde im November 2016 das visuelle Design des Portals verändert.
Im September 2017 besuchten 78,81 Millionen individuelle Besucher, davon 46,2 Millionen aus den Vereinigten Staaten, die Website von The Verge, das sind etwa 13 Millionen mehr als bei Engadget.
Im März 2022 gab Dieter Bohn seinen Rücktritt als leitender Redakteur von The Verge bekannt und kündigte an, dass er eine neue Stelle bei Google antreten werde.
Im September 2022 gestaltete The Verge sein Benutzererlebnis mit einem kantigeren Logo und einem farbenfroheren visuellen Design neu. Das neue Format der Homepage ähnelt einem Twitter-Feed, in den externe Konversationen aus sozialen Medien und Berichte anderer Publikationen einfließen. Das neue Format wird zum Teil die aggregierte Berichterstattung reduzieren.

## Inhalte
The Verge definiert seine inhaltliche Positionierung folgendermaßen:

“The Verge is an ambitious multimedia effort to examine how technology will change life in the future for a massive mainstream audience.”

„The Verge ist eine ehrgeizige multimediale Anstrengung für einen großen Leserkreis aus der Mitte der Gesellschaft, um zu untersuchen, inwiefern Technologie das Leben in der Zukunft verändern wird.“

### Artikel
The Verge gliedert sich in vier „Sektionen“, Technologie (technology, geleitet von Natt Garun), Kultur (culture, geleitet von Laura Hudson), Wissenschaft (science, geleitet von Elizabeth Lopatto) und Verkehrsmittel (transportation, geleitet von Tamara Warren). Teil der Technologie-Sektion ist der Gadget-Blog Circuit Breaker unter der Leitung von Jacob Kastrenakes.
Die Teams der Sektionen Technologie, Kultur und Verkehrsmittel veröffentlichen regelmäßig Produktrezensionen und Film- sowie Literaturkritiken. Produkte erhalten einen „Verge Score“ von 0 bis 10 Punkten mit genau einer Nachkommastelle (z. B. kann ein Produkt einen „Verge Score“ von 7,5 erhalten).
The Verge veröffentlicht zudem Features. Diese beinhalten Interviews mit in der Industrie bekannten Persönlichkeiten und anderen Technologie-Journalisten sowie Leitartikel über Technologie Produkte, Aspekte und Kultur und einzelne Nachrichtenmeldungen.

### Podcasts
The Vergecast
The Verge überträgt seit dem Start der Seite wöchentlich einen Podcast unter dem Titel The Vergecast. Chefredakteur Nilay Patel fungiert als Moderator, Dieter Bohn und Paul Miller gehören ebenfalls zur Stammbesetzung. In einigen Episoden sind darüber hinaus andere Redakteure von The Verge zu Gast, um einen Beitrag zu ihrem jeweiligen Fachgebiet vorzustellen. Die erste Folge wurde am 4. November 2011 ausgestrahlt, zunächst als Videostream ausgestrahlt, seit Mai 2015 ist er als Audio-Podcast verfügbar.
Verge Extras
Seit 1. Februar 2015 stellt The Verge in unregelmäßigen Abständen Podcast-Episoden in dem als „experimentell“ beschriebenen Podcast-Kanal Verge Extras zur Verfügung.
Why'd You Push That Button
Am 17. Oktober 2017 startete der Podcast Why'd You Push That Button, in dem die Redakteure Ashley Carman und Kaitlyn Tiffany die Entscheidungen beleuchten wollen, zu denen Nutzer von technologischen Instrumenten gezwungen werden und inwiefern diese Entscheidungen sich auf das alltägliche Leben auswirken.
Eingestellte Podcasts
Weitere Podcasts waren The Verge Mobile Show, der sich auf den Bereich der Mobiltelefone fokussierte, der zwischen 2015 und 2017 wöchentlich erscheinende Ctrl-Walt-Delete-Podcast von Nilay Patel und Walter Mossberg, in dem die beiden Redakteure Mossbergs wöchentliche Kolumne kommentierten, und der zwischen Februar 2015 und Dezember 2016 veröffentlichte Podcast What's Tech, der für ein mit Technologie nicht vertrautem Publikum konzipiert war und diese unter Vermeidung von Fremdwörtern sowie durch eine vereinfachte Darstellung erklären wollte, wofür er von Apple als einer der besten Podcasts des Jahres 2015 ausgezeichnet wurde.

### Video
In einem eigenen YouTube-Kanal veröffentlicht The Verge unter anderem regelmäßig Produktpräsentationen und -rezensionen sowie Reportagen und Berichte von Technologiemessen.
Von 14. November 2011 bis 25. Juli 2012 veröffentlichte Marty Moe eine Webserie namens On The Verge. Die Unterhaltungssendung im Stile einer Late-Night-Show betrachtete Technologie und Nachrichten aus dem Technologiebereich.
Seit der Veröffentlichung der zweiten Staffel der Fernsehserie Mr. Robot am 20. Juli 2016 produziert The Verge eine Talkshow, die jeweils im Anschluss an die wöchentlich erscheinenden Episoden auf den Internetauftritten von The Verge und Mr. Robot ausgestrahlt wird. Moderator ist Nilay Patel, als Gäste fungieren zwei Redakteure von The Verge, sie diskutieren die Episoden inhaltlich und liefern Hintergrundinformationen zur Informationssicherheit und Hackern. Mit dem Start der dritten Staffel wurde diese Talkshow fortgesetzt.
Im Jahr 2017 produzierte The Verge exklusiv auf YouTube die jeweils vierteiligen Webserien Next Level with Lauren Goode über noch nicht marktreife Zukunftstechnologien und Space Craft with Loren Grush über das Astronautentraining. Next Level with Lauren Goode wurde noch im selben Jahr um eine zweite Staffel mit Beginn der Ausstrahlung am 7. November 2017 verlängert.
Der Gadget-Blog von The Verge, Circuit Breaker, begann am 2. Oktober 2017 mit der wöchentlichen Ausstrahlung der einstündigen Live-Show Circuit Breaker Live auf Twitter. In ihr werden Gadgets vorgestellt und ausprobiert.
Am 1. Mai 2018 wurde der YouTube-Kanal Verge Science gegründet. Dort werden von nun an alle wissenschaftsbezogenen Videos von The Verge veröffentlicht.